# El escenario fantasma
The Phantom Stage es una película de wéstern musical estadounidense de 1939, es a su vez, una película de cine B, dirigida por George Waggner y protagonizada por Bob Baker como un vaquero cantante .

## Trama
Bob Carson y su compinche Grizzly se enteran de que una diligencia propiedad de Mary está siendo misteriosamente robada con cargamentos de oro en su interior. El oro se coloca en la caja fuerte, pero desaparece cuando la diligencia llega a su destino sin explicación aparente. Carson asume el trabajo de conducir el escenario buscando resolver que es lo que provoca que la carga nunca llegue a su destino. Resulta que un villano local tiene un pequeño cómplice que se esconde en un estuche que se envía al escenario y se escapa para robar el oro de la caja fuerte durante el viaje, luego se retira al estuche para cuando lleguen al destino, bajarse del carromato y comunicar el robo correcto de la carga del interior del carromato. En el otro extremo, se retira el maletín pero la caja fuerte está vacía siendo el asunto que hará a Carson descubrir aquello. Carson resuelve el truco, se esconde en la caja, es descubierto, escapa y el villano es capturado. Con el problema resuelto, Carson se casa con Mary.

## Producción
The Phantom Stage fue la última de las películas de vaqueros cantantes de Universal con Bob Baker.

## Recepción
Un crítico dijo sobre el enfoque del robo de oro: "... este elemento de la trama se maneja de una manera tan ridícula que los interludios musicales de Bob Baker en realidad son un alivio más que justificado como para ver la pelicula".